# Pikku Lohijärvi
Pikku Lohijärvi eller Pienilohijärvi är en sjö i Finland. Den ligger i kommunen Kittilä i landskapet Lappland, i den norra delen av landet, 900 km norr om huvudstaden Helsingfors. Pienilohijärvi ligger 240,9 meter över havet. Arean är 25,4 hektar och strandlinjen är 3,21 kilometer lång. Sjön  ingår i Kemi älvs huvudavrinningsområde. 